# Сиврия
Сиврия e връх в Пирин с височина 2590,5 метра, издигащ се на рида Джангалица, който се отделя от Централното пиринско било от връх Джано. Източните му склонове се спускат към Кременските езера, а западните и северните стръмно, почти отвесно към Поповоезерния циркус. Изглежда много внушително откъм Безбожкото било, където минават две пътеки. Именно защото движещите се по тях туристи, които отиват навътре в планината, виждат първо него, той се запомня и е сравнително известен. От тази посока изглежда остър и каменист, но ако се погледне откъм Поповото езеро или от връх Джангал, не впечатлява с нищо. Самият връх е издигнат съвсем малко над билото.
Изкачва се лесно от източната и западната страна, само от север, където е скалистата част, има алпийски тур от II „а“ категория. По време на Възродителния процес е преименуван на Острец, но това име не е прието от туристите и не се използва.
Сред местното население е наричан понякога и Джангалския връх, вероятно свързвайки го с рида Джангалица.